# 온웨이즈
주식회사 온웨이즈는 대한민국의 광고 대행 회사이다.